# Diócesis de San Clemente en Sarátov
La diócesis de San Clemente en Sarátov (en latín: Dioecesis Saratoviensis Sancti Clementis y en ruso: Епархия Святого Климента в Саратове) es una circunscripción eclesiástica de la Iglesia católica en Rusia. Se trata de una diócesis latina, sufragánea de la arquidiócesis de la Madre de Dios en Moscú. Desde el 23 de noviembre de 1999 su obispo es Clemens Pickel.

## Territorio y organización

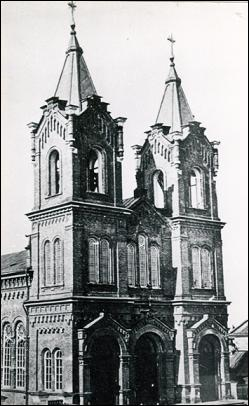
Antigua Catedral de San Clemente, en Sarátov, actualmente cine Pioner

La diócesis tiene 1 400 000 km² y extiende su jurisdicción sobre los fieles católicos de rito latino residentes en:
- Decanato de Krasnodar (comprende el krai de Krasnodar y la República de Adigueya);
- Decanato del Cáucaso Norte (comprende las repúblicas de Kabardia-Balkaria, Karacháyevo-Cherkesia, Daguestán, Ingusetia, Osetia del Norte-Alania, Chechenia y el krai de Stávropol);
- Decanato de Rostov (comprende la óblast de Rostov);
- Decanato de Astracán (comprende la República de Kalmukia y las óblast de Astracán y Volgogrado);
- Decanato de Baskortostán-Oremburgo-Tartaristán (comprende las repúblicas de Baskortostán, Mari-El, Tartaristán, Chuvasia y la óblast de Oremburgo);
- Decanato del Volga Medio (comprende la República de Mordovia y las óblast de Bélgorod, Vorónezh, Penza, Samara, Sarátov, Tambov y Uliánovsk).

La sede de la diócesis se encuentra en la ciudad de Sarátov, en donde se halla la Catedral de San Pedro y San Pablo. La antigua Catedral de San Clemente fue la sede en Sarátov de la diócesis de Tiráspol hasta que en 1935 fue transformada en un cine por el gobierno comunista.
En 2022 en la diócesis existían 42 parroquias:
- Decanato de Krasnodar, comprende las 7 parroquias de:
  - Santos Gregorio y Basilio en Ádler, Santa Jadwiga y San Liborio en Anapa, San Juan Bautista en Armavir, Rosario de la Santísima Virgen María y Santa Bárbara en Krasnodar, Santos Cirilo y Metodio en Lázarevskoye, Santos Apóstoles Tadeo y Simón en Sochi, Santos Apóstoles Pedro y Pablo en Tuapsé (las 7 en el krai de Krasnodar).
- Decanato del Cáucaso Norte, comprende las 10 parroquias de:
  - La Llegada de la Anunciación en Blagovechtchenka, San José en Nálchik, Sagrada Familia en Prokhladny (las 3 en la República de Kabardia-Balkaria), La llegada de la Ascensión de Jesucristo en Vladikavkaz (República de Osetia del Norte-Alania), La Venida del Sagrado Corazón de Jesús en Georgiyevsk, Santa Teresa del Niño Jesús en Kislovodsk, Sagrada Familia en Nevinnomyssk, Venida de la Divina Misericordia en Novopavlovsk, Transfiguración del Señor en Piatigorsk, Transfiguración del Señor en Stávropol (las 6 en el krai de Stávropol).
- Decanato de Rostov, comprende las 8 parroquias de: Santa Cruz y San Estanislao en Bataisk, Sagrada Familia y Beato Boleslava en Volgodonsk, Asunción de la Santísima Virgen María en Novocherkask, Última Cena en Rostov del Don, Santísima Trinidad en Taganrog, Fátima Madre de Dios en Shajty, San Marcos Evangelista en Azov (las 7 en la óblast de Rostov), La Llegada de Jesús Misericordioso y Santa Faustina en Leningrádskaya (en la óblast de Krasnodar pero asistida por un sacerdote de Rostov del Don).
- Decanato de Astracán, comprende las 7 parroquias de:
  - Asunción de la Santísima Virgen María en Astracán (óblast de Astracán), San Maximiliano Kolbe en Vesele, San Francisco de Asís en Elistá, San Antonio de Padua en Gorodovikovsk (las 3 en la República de Kalmukia), San Nicolás en Volgogrado, Nuestra Señora de los Dolores en Volzhski, Santa Teresa del Niño Jesús en Kamishin (las 3 en la óblast de Volgogrado).
- Decanato de Baskortostán-Oremburgo-Tartaristán, comprende las 7 parroquias de:
  - Asunción de la Virgen María en Alexeyevka, Exaltación de la Santa Cruz en Ufá (ambas en la República de Baskortostán), Santos Apóstoles Pedro y Pablo en Buguruslán, Santísima Theotokos de Loreto en Oremburgo, Inquebrantable Auxilio de la Madre de Dios en Orsk (las 3 en la óblast de Oremburgo), Exaltación de la Santa Cruz en Kazán, San Rafael Arcángel en Náberezhnye Chelny (ambas en la República de Tartaristán),
- Decanato del Volga Medio, comprende las 12 parroquias de:
  - Santos Apóstoles Pedro y Pablo en Bélgorod (óblast de Bélgorod), Santísima Virgen María Intercesora en Vorónezh (óblast de Vorónezh), Venida de Cristo Rey en Marks, catedral de San Pedro y San Pablo en Sarátov, Inquebrantable Auxilio de la Madre de Dios en Stepnoye (las 3 en la óblast de Sarátov), Asunción de la Virgen en Otradni, Sagrado Corazón de Jesús en Samara, Santos Querubines y Serafines en Syzran, Fátima Madre de Dios en Toliatti (las 4 en la óblast de Samara), Inmaculada Concepción de la Santísima Virgen María en Penza (óblast de Penza), Exaltación de la Santa Cruz en Tambov (óblast de Tambov), Exaltación de la Santa Cruz en Uliánovsk (óblast de Uliánovsk).

## Historia
En 1705 el zar Pedro el Grande permitió el paso de misioneros católicos a través de Rusia con destino a Persia y a China, autorizando también el establecimiento de iglesias y escuelas católicas en ciudades rusas. Desde ese momento comenzaron a llegar misioneros jesuitas a Kazán, Azov y el norte del Cáucaso. Luego del permiso de la emperatriz Catalina II entre 1763-1774 cerca de 32 000 inmigrantes europeos (mayormente alemanes) se establecieron en la región del río Volga (en las actuales óblast de Sarátov, Samara y Volgogrado), entre los cuales había entre 8000 y 10 000 católicos que establecieron 31 aldeas. Otra fuerte inmigración europea se dirigió a Novorossia, el Cáucaso y el Kubán, llevando a unos 50 000 el número de católicos en el sur del Imperio ruso.
El 3 de julio de 1848 el papa Pío IX emitió la bula Universalis Ecclesiae cura que estableció la diócesis de Jersón, llamada en 1852 diócesis de Tiráspol, que pasó a ser sufragánea de la arquidiócesis de Mogilev. Dado que ni en Jersón ni en Tiráspol había una iglesia católica, en 1853 durante la guerra de Crimea la sede de la diócesis de Tiráspol fue transferida a Sarátov. La diócesis de Tiráspol incluía la óblast de Besarabia; las gobernaciones de Jersón, Yekaterinoslav, Sarátov, Táurida, Astracán; y la gobernación general del Cáucaso. Por entonces la inmigración polaca aumentó el número de católicos en Rusia.
Tras el advenimiento de la Unión Soviética, en 1918 la residencia episcopal y el seminario de Sarátov fueron requisadas y la sede del obispo se trasladó a Odesa. En 1919 la diócesis tenía 125 parroquias y luego fue casi aniquilada por el comunismo, dejando de tener un obispo en 1920. En 1935 fue cerrada la antigua catedral de Sarátov (transformada en un cine) y arrestado el último administrador apostólico de la diócesis, el obispo A. Frison. En 1939 fueron cerradas las últimas iglesias de la diócesis de Tiráspol y oficialmente cesada la actividad de la Iglesia católica en ella.
El 6 de mayo de 1990 fueron establecidas relaciones diplomáticas entre la moribunda Unión Soviética y la Santa Sede. La administración apostólica de Moscú de los latinos fue erigida el 13 de abril de 1991 mediante la bula Providi quae Decessores del papa Juan Pablo II, separando territorio de la arquidiócesis de Mogilev y de la diócesis de Tiráspol.
La administración apostólica de Rusia Europea Meridional de los latinos fue erigida el 23 de noviembre de 1999 mediante la bula Russicae terrae del papa Juan Pablo II separando territorio de la administración apostólica de Moscú de los latinos (hoy arquidiócesis de la Madre de Dios en Moscú).
El 15 de octubre de 2000 el nuncio apostólico Georg Zur consagró la nueva catedral de los Santos Pedro y Pablo en Sarátov.
El 11 de febrero de 2002, mediante la bula Meridionalem Russiae Europaeae del papa Juan Pablo II, fue elevada a la categoría de diócesis y asumió su nombre actual.
La diócesis fue reconocida oficialmente por el Estado ruso en 2004 y, por lo tanto tiene derecho a invitar a huéspedes extranjeros y a construir lugares de culto.

## Estadísticas
Según el Anuario Pontificio 2023 la diócesis en 2022 tenía un total de 20 407 fieles bautizados.
| Año                                                                             | Población            | Población  | Población      | Sacerdotes | Sacerdotes    | Sacerdotes    | Bautizados por sacerdote | Diáconos permanentes | Religiosos | Religiosos | Parroquias |
| Año                                                                             | Bautizados católicos | Total      | % de católicos | Total      | Clero secular | Clero regular | Bautizados por sacerdote | Diáconos permanentes | Varones    | Mujeres    | Parroquias |
| ------------------------------------------------------------------------------- | -------------------- | ---------- | -------------- | ---------- | ------------- | ------------- | ------------------------ | -------------------- | ---------- | ---------- | ---------- |
| 1999                                                                            | 35 000               | 47 000     | 0.1            | 34         | 17            | 17            | 1029                     |                      | 18         | 32         | 52         |
| 2001                                                                            | 35 000               | 47 000     | 0.1            | 33         | 12            | 21            | 1060                     |                      | 23         | 34         | 53         |
| 2002                                                                            | 35 000               | 47 000     | 0.1            | 35         | 12            | 23            | 1000                     |                      | 28         | 36         | 61         |
| 2003                                                                            | 35 000               | 47 000     | 0.1            | 39         | 12            | 27            | 897                      |                      | 32         | 46         | 55         |
| 2004                                                                            | 35 000               | 47 000     | 0.1            | 40         | 18            | 22            | 875                      |                      | 24         | 43         | 57         |
| 2010                                                                            | 20 000               | 45 000     | 0.0            | 45         | 16            | 29            | 444                      |                      | 34         | 76         | 51         |
| 2014                                                                            | 20 000               | 45 000     | 0.0            | 41         | 13            | 28            | 487                      |                      | 33         | 67         | 52         |
| 2017                                                                            | 19 000               | 45 000     | 0.0            | 47         | 19            | 28            | 404                      |                      | 33         | 66         | 51         |
| 2020                                                                            | 20 500               | 45 011 250 | 0.0            | 43         | 19            | 24            | 476                      |                      | 31         | 58         | 50         |
| 2022                                                                            | 20 407               | 49 186 278 | 0.0            | 39         | 13            | 26            | 523                      |                      | 33         | 56         | 42         |
| Fuente: Catholic-Hierarchy, que a su vez toma los datos del Anuario Pontificio. |                      |            |                |            |               |               |                          |                      |            |            |            |

## Episcopologio
- Clemens Pickel, desde el 23 de noviembre de 1999